# Ribče
Ribče este o localitate din comuna Litija, Slovenia, cu o populație de 205 locuitori.